# Wampum

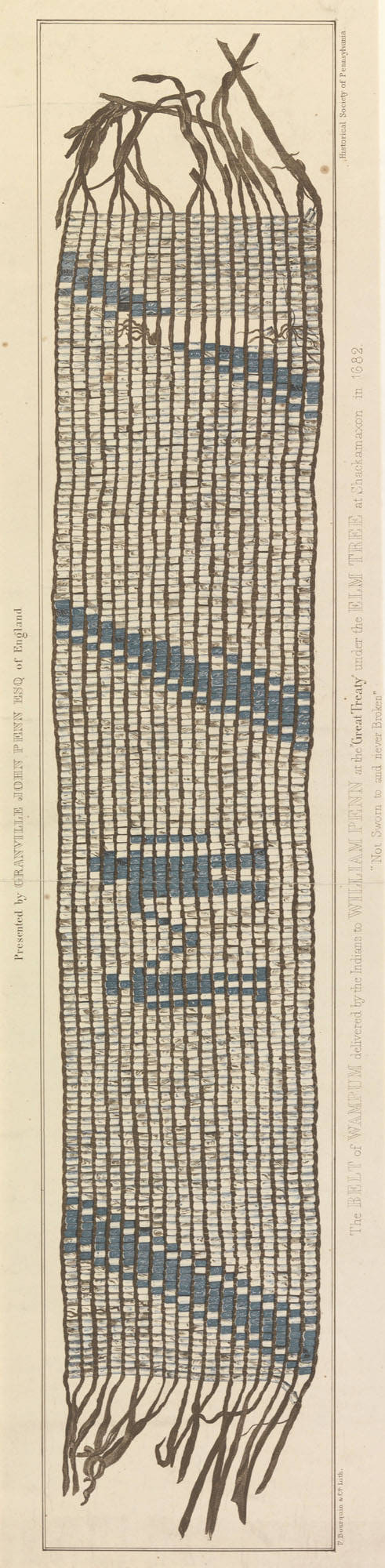
Wampum-Gürtel, der im Jahr 1682 an William Penn, dem Gründer der Kolonie Pennsylvania, beim Great Treaty überreicht wurde

Wampum (Massachusett und Narragansett wampumpe, wanpanpi, Mehrzahl: wampumpeag, wanpanpiak „Weiße [Perlen]Kette“, von wa[m]p „weiß“, und ompe „Kette“) ist in den östlichen Algonkin-Sprachen die Bezeichnung für Perlen aus Meeresschnecken und Muscheln, wie sie von den Indianern östlich der Rocky Mountains bis hinauf nach Saskatchewan allgemein als Tauschmittel benutzt wurden und so auch zu den Stämmen westlich der Rocky Mountains gelangten. Hier dienten sie allerdings nur als Schmuckgegenstand. Doch auch im Osten behielten sie neben dem geldartigen Charakter immer Eigenschaften des individuell Wertvollen oder sogar Heiligen. So unterstrich die Überreichung eines Wampums Versprechen, Verträge oder Eheschließungen.
Die Wampum-Farben variierten von weiß über purpurfarben bis braunschwarz. Die weißen Exemplare wurden meist aus der 12 bis 15 cm langen Schneckenmuschel Venus buccinum angefertigt, die dunkleren aus dem Gehäuse der Quahog-Muschel (Venus mercenaria, eine Unterart der Venusmuscheln). Man reihte sie auf Tiersehnen oder Schnüren auf, die dann in ein handbreites Geflecht, den so genannten Wampumgürtel, geschlungen wurden.
Wampumgürtel mit einem besonderen Muster, die zur sogenannten Gegenstandsschrift gehören, dienten zur Nachrichtenübermittlung und wurden für die Überlieferung wichtiger Ereignisse (wie zum Beispiel von Friedensverträgen oder Freundschaftsbündnissen) gegenseitig untereinander ausgetauscht.
Wampum wurden von den Indianern Long Islands, der Küste Connecticuts und Rhode Islands, insbesondere Shinnecock, Pequot und Narraganset, hergestellt, während man Schneckenmuscheln nördlich von Cape Cod nicht mehr in größeren Mengen fand. Diese Perlen gelangten nordostwärts entlang der Handelsroute bis nach Nova Scotia (Neuschottland), ihr Wert wuchs überproportional zur Entfernung vom Produktionsort.
Der Wampumhandel scheint schon in der Zeit vor dem europäischen Kontakt bestanden zu haben. Um 1606 ist die Herstellung und der Vertrieb von Perlen von Marc Lescarbot beobachtet worden, der dies auch gut beschrieben hat. Bevor es Metallwerkzeuge gab, wurden die Muscheln auf steinernen Scheiben in die richtige Form geschliffen und mit steinernen Bohrern durchbohrt. Bald nach dem Kontakt mit Europäern gebrauchten die Indianer eiserne Bohrer und begannen, größere Mengen dieses Artikels für den Handel mit Holländern und Engländern zu produzieren, die ihn wiederum als Tausch- bzw. Zahlungsmittel gegen Felle bei den Inland- und den nördlichen Indianern verwendeten. Werkzeuge, Herstellungsreste und halbfertige Perlen fand man in Mengen an Stätten der Corchaug, Mohegan und Narraganset aus dem 17. Jahrhundert. Wampum wurde ein echter Tauschartikel und war wahrscheinlich ein wichtiges Mittel, um die Indianer Süd-Neuenglands in die europäische Geldwirtschaft einzubinden.